# Docteur?
Docteur? (prt: Doutor?; bra: O Bom Doutor; eua: A Good Doctor) é uma comédia cinematográfica francesa dirigida por Tristan Séguéla, lançada em 2019. Um médico noturno em Paris, interpretado por Michel Blanc, é forçado na noite de Natal a delegar a um entregador do Uber Eats, interpretado por Hakim Jemili.

## Sinopse
Na noite de Natal, em Paris, Serge Mamou Mani é o único médico dos “médicos noturnos”, um serviço liberal de urgências domiciliárias. Médico grosseiro, cansado e alcoólatra, ele é obrigado a garantir essa guarda pelas muitas liberdades que tomou com a profissão e com a ordem dos médicos nas costas. Enquanto as consultas se sucedem num ritmo frenético, Serge recebe o telefonema de Rose, uma amiga da família, que lhe pede para vir com urgência. Na hora, ele a encontra inanimada, após ter engolido muito ansiolítico. Ele conhece Malek, um entregador do Uber Eats trouxe o chucrute encomendado por Rose. Enquanto espera pelo SAMU, Serge pede a Malek que traga uma recarga para ele a um paciente que está esperando há duas horas. Eventualmente, depois de congelar as costas, ele acaba contratando-a para passar a noite para ir até os pacientes por ela. Malek então finge ser o médico, Serge permanece sentado no carro no térreo e guia Malek à distância por meio de seu telefone celular. Ele escuta a conversa entre Malek e os pacientes, mas muitas vezes é forçado a repeti-la por causa do som ruim e, em seguida, dá suas instruções e diagnósticos por meio do fone de ouvido que Malek usa. Ao longo das operações, Malek enfrenta as dúvidas de um pai cirurgião ao examinar seu filho para laringite, tem que dar à luz uma mulher, a forçando-o a ir buscar Serge carregando-o nas costas. Ele também atende um de seus ex-clientes do Uber, vítima de intoxicação alimentar, que não o reconhece. Para se vingar desse cliente desagradável durante a entrega do Uber, Malek o faz acreditar que está com uma doença grave. Ele também salva, com o diagnóstico de Serge, uma família de intoxicação por monóxido de carbono.
Malek fica sabendo durante a noite que Rose era companheira do filho de Serge, que morreu em uma avalanche durante as férias de Natal. Enquanto Serge adormece no carro, Malek decide ir buscar Rose no hospital.
O filme termina com uma cena em que vemos Malek se tornar um motorista do Uber e fazer seus estudos médicos em seu carro. Chega um cliente, aquele que ele havia feito acreditar em uma doença grave. Ainda sem reconhecê-lo, ainda desagradável, ele pede para ir ao aeroporto de Orly antes que Serge ligue para “uma emergência”. Malek então tira seu cliente de seu carro.

## Elenco
- Michel Blanc como Serge Mamou Mani, o médico
- Hakim Jemili como Malek, o entregador do Uber
- Solène Rigot como Rose, a ex do filho de Serge
- Artus como Wilfried
- Franck Gastambide como Grisoni, o cliente do Uber
- Fadily Camara como Sonya Derringer, a mulher que dá à luz
- Lucia Sanchez como Sra. Dos Santos
- Jacques Boudet como Sr. Xanakis, o velho paciente
- Ophélia Kolb como Marjolaine Joffrin
- Maxence Tual como Henri Joffrin
- Natalie Beder como Constance Schneider
- Nicolas Vaude como Charles Schneider, o cirurgião
- Marie-Christine Adam como Sra. Schneider
- Marius Yelolo como o paciente com dor lombar
- Chantal Lauby (voz) como Suzy, a voz da central telefônica dos Médicos de Paris

## Locais de filmagem
O filme é rodado em Paris, na rua Désiré-Ruggieri, onde se pode ver a entrada do número 9 onde mora Rose, endereço mencionado no filme.[carece de fontes?]

## Bilheteria
O filme arrecadou um total de US$ 6 284 813, com 790 767 entradas nas salas de cinema da França.

## Prêmios
- Prêmio para alunos do ensino médio no 28º Festival de Cinema de Sarlat em 2019[7]
- Grande Prêmio do Festival Internacional de Cinema de Comédia de Liège em 2019